# 中海村
中海村（なかうみむら）は、石川県能美郡に存在した村。
合併した村のうち、中と軽海の名を合成して村名とした。

## 地理
- 現在の小松市の東部、村の西を梯川が流れる。村の東側は滓上（かすかみ）川を中心とする谷。
- かつては銅を産出していた。涌泉寺温泉、赤穂谷温泉がある。

## 歴史
- 1889年（明治22年）4月1日 - 町村制の施行により、荒木田村、軽海村、中村、岩淵村、桂谷村、原村、下麦口村、上麦口村、嵐村及び中ノ峠村の区域をもって、中海村が発足する。
- 1929年（昭和4年）5月15日 - 白山電気鉄道（後の北陸鉄道小松線）が開通、軽海駅を設置。
- 1955年（昭和30年）4月1日 - 小松市に編入する。大字中は中海町、大字桂谷は桂町、大字下麦口は麦口町に名称を変更する。